# Китайские колокола
Китайские колокола (кит. упр. 编钟) — ритуальные, сигнальные и музыкальные инструменты древнекитайского происхождения, отличные по форме как от западного, так и от круглого индийского типа колокола (пришёл им на смену с распространением буддизма в Китае). Распространились также в Корее (pyeonjong) и Японии (hensho).

## Название

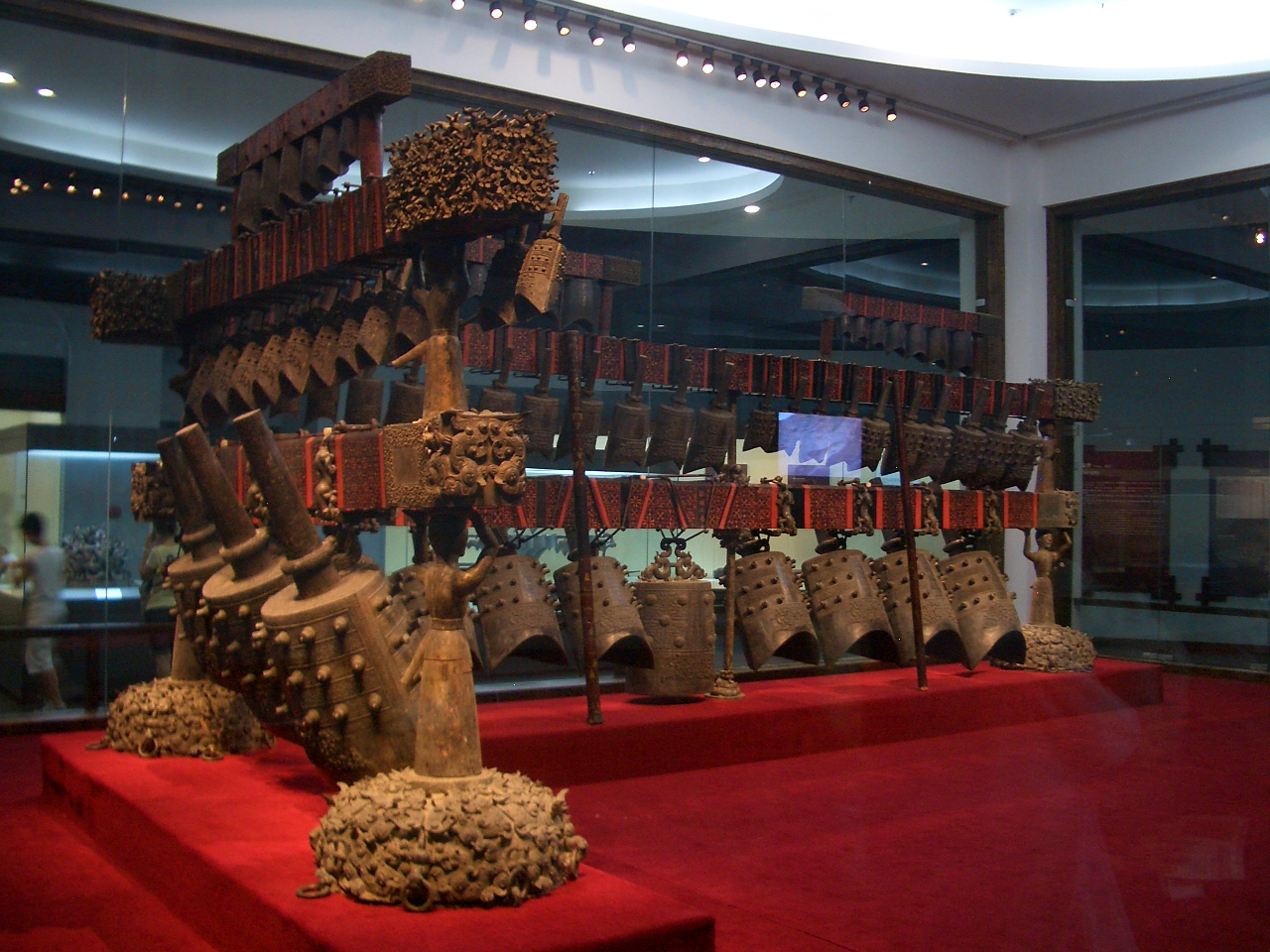
Комплект колоколов бяньчжун из гробницы маркиза И в Хубэйском провинциальном музее

Китайское классическое название бяньчжун (编钟 biān zhōng), букв. «упорядоченные колокола» — подразумевает звоны — комплект колоколов разного размера, используемый как музыкальный инструмент. Однако оно известно только начиная с Чжоу ли (Zhou Li Zhengyi 46:5a, Chun’guan «Qingshi»). Альтернативным названием эпохи Западной Чжоу является линьчжун. (Иероглиф линь в других использованиях не известен, его смысл остаётся объектом споров). Поскольку использование колоколов в звонах — сравнительно позднее явление, в древнекитайском языке фигурируют также другие названия, характеризующие различные типы этих инструментов.

## 9 видов

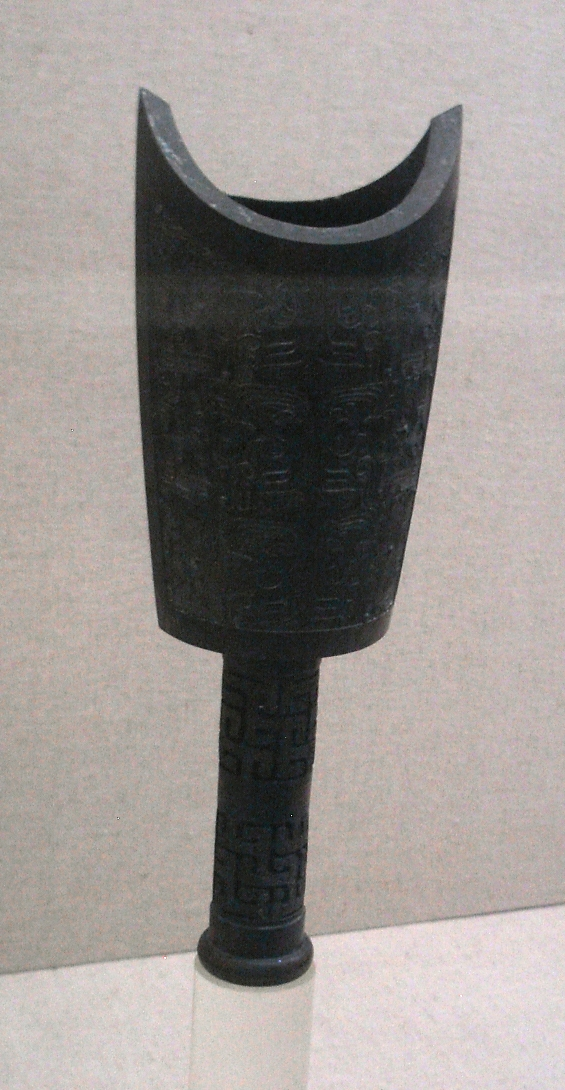
Древний колокол чжэн

- лин — подвесной колокольчик (с языком);
- до — подъёмный (ручной, небольшого размера) колокол с языком и продольной рукояткой;
- нао — колокол, устанавливаемый на специальную «ногу» звучащим отверстием вверх;
- юнчжун — тип нао, приспособленный к подвешиванию а) благодаря утолщению на продольной рукояти или б) на добавочной литой петле. Как следствие в висе расположен диагонально);
- бо — подвешивается вертикально, за поперечную рукоять-петлю;
- нючжун — вертикальной подвески, слегка закругляющийся кверху, петля для подвески — простой геометрической формы;
- чжэн — тип нао, используемый только в сигнальных целях, не встречается в звонах;
- гоудяо — был распространён исключительно на юго-востоке Китая: тип нао, используемый исключительно в звонях;
- чунью — нехарактерный колокол с утолщением «луковицей» вверху и горизонтальным срезом овальной формы.

Ноты называются так, например: чжэн2, юнчжун5b, нао3/нао2x
Кроме первых двух видов все колокола производят звук от удара специальным молотом или жезлом. Тип чунью наименее характерен из всех, — однако, как и большинство других типов, встречается в наборах бяньчжун, что указывает на его принадлежность общей традиции. За исключением чунью, все перечисленные типы имеют миндалевидный горизонтальный срез, который делает звук более коротким, но сообщает ему чёткую высоту тона. (Известно, что первым китайским учёным, обратившим внимание на эту особенность, был Шэнь Ко, эпоха империи Сун). Именно благодаря этой особенности стало возможно интонирование путём комбинации нескольких колоколов.
Базовые сведения о создании колоколов в Древнем Китае известны по трактату о ремёслах «Каогун-цзи».